# Moduł Dowodzenia/Serwisowy CSM
Moduł Dowodzenia/Serwisowy  ang. Command Service Module (CSM) – statek kosmiczny wybudowany w ramach programu Apollo przez North American Aviation. Moduł ten był połączeniem dwóch różnych jednostek: Modułu Dowodzenia i Modułu Serwisowego. Pierwszy z nich zawierał pomieszczenia dla załogi i systemy sterowania. Drugi składał się ze zbiorników na materiały ogniw paliwowych, czyli ciekły wodór i ciekły tlen. Ponadto moduł serwisowy zawierał główny system napędowy i System Sterowania Reakcyjnego (16 dysz RCS). Całkowita długość obu modułów wynosiła 11,0 metrów ze średnicą maksymalną 3,9 metra. Masa modułu CSM misji Apollo 11 wynosiła 28 801 kg, była to masa startowa włączając paliwo i materiały jednorazowego użytku, z czego moduł dowodzenia miał masę 5557 kg, a moduł serwisowy 23 244 kg. Umiejscowienie CSM w rakiecie Saturn V przedstawione jest na lewym rysunku.
Moduły Dowodzenia/Serwisowe CSM programu Apollo użyte były również jako załogowe promy kosmiczne do stacji kosmicznej Skylab. W tym przypadku CSM były zasilane przez trzy baterie srebrowo-cynkowe, a nie przez ogniwa paliwowe, ponieważ zbiorniki wodoru i tlenu nie mogły magazynować reagentów ogniw paliwowych podczas długiego pobytu na stacji kosmicznej.

## Moduł Dowodzenia (CM)
Moduł Dowodzenia ang. Command Module (CM) był jedynym elementem statku kosmicznego Apollo, który po zrealizowaniu całej lub częściowej misji wracał na ziemię. CM był kabiną, w której trzej astronauci przebywali od startu z Centrum Kosmicznego imienia Johna F. Kennedy’ego do orbity okołoksiężycowej. Na orbicie Księżyca dwóch astronautów przechodziło do Modułu księżycowego, aby wylądować na powierzchni Księżyca. Jeden astronauta pozostawał w Module dowodzenia. Po powrocie z Księżyca, przed wejściem w atmosferę moduł dowodzenia oddzielał się od modułu serwisowego, który spalał się w atmosferze.
CM był stożkowym zbiornikiem ciśnieniowym o maksymalnej średnicy 3,9 metra przy podstawie i wysokości 3,65 metra. Wykonany był z aluminiowych arkuszy tworzących konstrukcję przekładkową, stopionych w kształt plastra miodu. Podstawa CM składała się z tarczy ogniotrwałej, wykonanej ze stali nierdzewnej na kształt plastra miodu, wypełnionego żywicą fenolowo-epoksydową jako osłony cieplnej, ablacyjna o zmiennej grubości od 1,6 cm do 6,9 cm. Na dziobie stożka znajdował się właz i urządzenie dokowania, przeznaczone do połączenia z lądownikiem księżycowym LM.
CM był podzielony na trzy komory. Przednia komora w dziobie stożka przechowywała trzy spadochrony główne o średnicy 25,4 metra, dwa pięciometrowe hamujące i spadochronik wyciągający. Tylna komora zlokalizowana była dookoła podstawy CM i zawierała pojemniki z paliwem oraz silniki sterowania reakcyjnego, baterie ogniw elektrycznych, okablowanie i instalację wodociągową. Środkowa komora, będąca przedziałem załogi, zajmowała większą część modułu CM, w przybliżeniu 6,17 metrów sześciennych przestrzeni. Trzej astronauci leżeli równolegle, twarzą w kierunku centrum przedziału.
Duży właz wejściowy znajdował się powyżej stanowiska astronautów. Krótki tunel prowadził do włazu dokowania na szczycie CM. W przedziale załogi znajdowały się instrumenty sterowania, wskaźniki, wyposażenie nawigacyjne i inne systemy potrzebne astronautom. CM posiadał pięć okien: jedno we włazie wejściowym, dwa okna dla astronautów i dwa okna dokowania modułu LM.
Po rozłączeniu modułów dowodzenia i serwisowego, podczas wejścia do atmosfery, pięć baterii srebrowo-cynkowych dostarczało energię elektryczną do modułu dowodzenia. Baterie te, przed rozłączeniem z modułem serwisowym, były ładowane z ogniw paliwowych modułu serwisowego, co było o tyle niezwykłe, że technologicznie wytrzymują one jedynie dwadzieścia pięć pełnych cykli ładowania i rozładowania i w związku z tym nie są uważane za baterie wielokrotnego ładowania.

### Silniki Systemu Sterowania Reakcyjnego (RCS) Modułu Dowodzenia

Rozmieszczenie dysz RCS

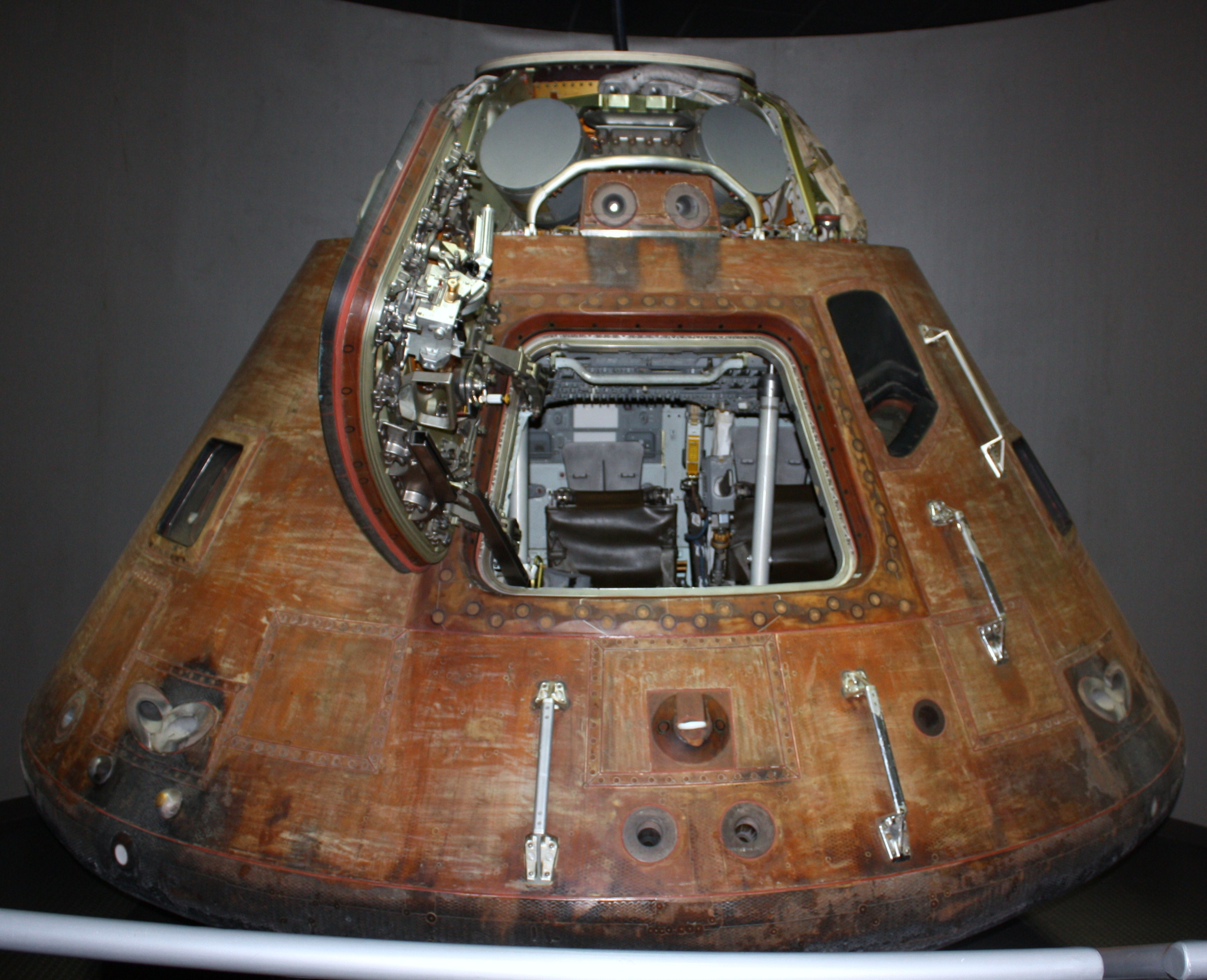
Osmolone otwory dysz ciągu modułu dowodzenia misji Apollo 14

Silniki Sterowania Reakcyjnego ang. Reaction Control Subsystem (RCS) w Module Dowodzenia zapewniały utrzymanie zakładanej trajektorii i położenia modułu w czasie wchodzenia w atmosferę ziemską. System mógł być aktywowany poprzez przestawienie przełącznika CM-SM SEPARATION na MDC-2 w pozycję CM-SM SEPERATION lub przez przełączenie przełącznika CM RCS PRESSURIZE na MDC-2 w pozycję CM RCS PRESS. System mógł być aktywowany automatycznie w przypadku przerwania misji na stanowisku startowym i uruchomienia Rakietowego Systemu Ratunkowego ang. Launch Escape System. Rozdzielenie modułów dowodzenia i serwisowego następowało podczas wchodzenia do atmosfery w normalnym trybie, lub podczas ewentualnego zadziałania LES, które na szczęście nigdy nie nastąpiło.
W skład systemu RCS wchodziło 12 komór ciągu. System składał się z dwóch podsystemów: z podsystemu A i podsystemu B. Obydwa podsystemy pracowały jednocześnie, ale każdy z podsystemów mógł wykonać samodzielnie wszystkie manewry związane z wejściem w atmosferę i jej pokonaniem. Silniki RCS były silnikami rakietowymi na paliwo płynne z możliwością wielokrotnego uruchamiania i wyłączania. Paliwem była monometylohydrazyna (MMH) i tetratlenek diazotu N2O4. Dysze tych silników (w odróżnieniu od dysz RCS modułu księżycowego i modułu serwisowego) nie wystawały poza obrys modułu dowodzenia, ponieważ powierzchnia modułu podczas wchodzenia w atmosferę ziemską poddawana była ekstremalnym temperaturom i ciśnieniom.

### System Kontroli Środowiska w Module Dowodzenia
Zadaniem Systemu Kontroli Środowiska w Module Dowodzenia (ang.) Environmental Control Subsystem (ECS) było zapewnienie następujących warunków:
- Wartość ciśnienia tlenowej atmosfery w kabinie miała wynosić 34,5 kN/m2[a]
- Warunki panujące w kabinie nie wymagały specjalistycznych kombinezonów z wyjątkiem krytycznych faz misji[b]
- Ciśnienie w kabinie nie powinno spadać poniżej 24,1 kN/m2 dla ściśle określonych przypadków awaryjnych
- Dwutlenek węgla (CO2) był usuwany z atmosfery modułu dowodzenia poprzez pochłanianie go przez wodorotlenek litu (LiOH), a jego ciśnienie cząstkowe było ograniczone do 1013 N/m2
- Temperatura w kabinie utrzymywana była na poziomie 24 °C ±3°C, przy wilgotności względnej wynoszącej od 40 do 70 procent.
- Przewidziane było również zapewnienie właściwej temperatury pracy urządzeń elektrycznych i elektronicznych

Aby uzyskać oczekiwane cele, ECS współpracował z systemem ogniw paliwowych w celu uzyskania wody, a z systemem magazynowania kriogenicznego w celu otrzymywania tlenu.
ECS był podzielony na sześć podsystemów:
1. Dystrybucja tlenu
2. Obiegi mediów w obwodach skafandrów ciśnieniowych
3. Dystrybucja wody
4. Chłodzenie
5. Gospodarka odpadami
6. Wentylacja po wodowaniu

Wszystkie podsystemy współpracowały, aby spełnić zakładane wymogi ECS.
Podsystem gospodarki tlenem zaopatrywany był z kriogenicznych zbiorników modułu serwisowego i kierował dystrybucją tlenu w kabinie modułu dowodzenia. Regulował ciśnienie tlenu na kilku poziomach, regulował ciśnienie w kabinie w normalnych i awaryjnych trybach pracy, realizował oczyszczanie tlenu w obwodach skafandrów ciśnieniowych.
Podsystem obiegu obwodów w skafandrach ciśnieniowych, zapewniał załodze nieprzerwanie klimatyzowane warunki. Automatycznie sterował cyrkulacją tlenu, jego ciśnieniem, temperaturą, usuwaniem zanieczyszczeń, nadwyżek wilgoci, zapachów i dwutlenku węgla, zarówno z obwodu kombinezonu, jak i z przestrzeni kabiny.
Podsystem gospodarki wodą odbierał wodę wyprodukowaną w ogniwach paliwowych jako produkt uboczny, magazynował wodę, chłodził lub ogrzewał wodę przeznaczoną do picia lub rozpuszczania żywności.
Sekcja wody odpadowej gromadziła wodę wyodrębnioną z wymiennika ciepła kombinezonu ciśnieniowego i kierowała ją do parownika na chłodzenie wyparne. Woda pitna występująca w nadmiarze była dodawana do ścieków. Nadwyżki wody były usuwane za burtę poprzez ogrzewane dysze zrzutowe.
Podsystem chłodzenia zasilał obwody chłodzenia skafandrów ciśnieniowych oraz chłodziarkę wody pitnej. Dostarczał również ciepło lub chłodził atmosferę kabiny modułu dowodzenia. Niezależne podstawowe i zapasowe obwody chłodzenia wykorzystywały radiatory znajdujące się na zewnątrz modułu jako podstawowe mechanizmy odrzutu ciepła. Jako dodatkowy mechanizm pozbywania się ciepła służył proces podgrzewania wody ciepłem pochodzącym z parownika glikolu.
Podsystem gospodarki odpadami kierował do zrzutu za burtę poprzez podgrzewane dysze urynę, oraz gromadził i odpowietrzał odpady stałe. W celu połączenia swoich właściwości z sekcją wody nadmiarowej, podsystem ten był dostępny jako rezerwa dla wszystkich odpadów płynnych.
Podsystem wentylacji po zakończeniu wodowania na Pacyfiku, zapewniał cyrkulację świeżego powietrza, pobranego z otoczenia modułu dowodzenia do przewietrzenia kabiny.

## Moduł Serwisowy (SM)
Moduł Serwisowy ang. Service Module (SM) był cylindrem o średnicy 3,9 metra i długości 7,6 metra, który przymocowany był do tylnej części CM. Zewnętrzna powierzchnia SM była uformowana z aluminiowych płyt o grubości 2,5 cm o konstrukcji przypominającej swą budową plaster miodu. Wnętrze SM było podzielone przez aluminiowe promieniste dźwigary na sześć sekcji dookoła centrum cylindra. W sekcjach tych znajdowały się trzy 28 woltowe ogniwa paliwowe, które dostarczały energię elektryczną dla modułu dowodzenia i modułu serwisowego, w sekcjach tych znajdowały się również zbiorniki z płynnym tlenem i płynnym wodorem, cztery zbiorniki dla głównego silnika rakietowego, dwa na paliwo i dwa na utleniacz. Dwa zbiorniki z płynnym helem były zamontowane w centrum cylindra. Hel w silnikach rakietowych służył jako medium wyciskające paliwo lub utleniacz z elastycznych pojemników znajdujących się w tytanowych butlach ciśnieniowych.
Ponadto moduł serwisowy zawierał urządzenia klimatyzacji, elementy urządzenia do rozdzielenia modułów dowodzenia i serwisowego przed wejściem do atmosfery. Z tyłu modułu SM, w centrum cylindra zamontowany był pierścień Kardana, na którym z kolei zamontowany był główny silnik rakietowy modułu CSM na paliwo ciekłe z możliwością wielokrotnego uruchamiania i wyłączania. Ciąg silnika wynosił 91 000 N.
Na trajektorii do Księżyca silnik główny modułu modułu serwisowego był używany do korekcji kursu. Przed wejściem na orbitę okołoksiężycową silnika głównego używano do zmniejszenia prędkości zestawu CSM i LM po uprzednim obróceniu zestawu CSM i LM o 180° ciągiem silników RCS. Silnika głównego modułu serwisowego używano do nadania członom CSM prędkości ucieczki z Księżyca.

### Silniki Systemu Sterowania Reakcyjnego Modułu Serwisowego
Sterowanie położeniem w przestrzeni modułu CSM było realizowane przy pomocy 4 zespołów dysz RCS modułu serwisowego. Każdy zespół składał się z czterech dysz, każda o ciągu 450 N. Dysze w zespole dysz przesunięte były względem siebie o 90°, a 4 zespoły dysz były równo rozmieszczone dookoła przedniej części SM. Dopóki moduły dowodzenia i serwisowy były połączone, sterowano dyszami RCS modułu serwisowego. Po rozłączeniu modułów nie było potrzeby ani możliwości sterowania dyszami RCS SM, sterowano wtedy dyszami RCS modułu dowodzenia.
W misji Apollo 13 po eksplozji zbiornika z ciekłym tlenem, położenie w przestrzeni sterowano dyszami RCS modułu księżycowego, co było procedurą niestandardową i nieprzetrenowaną.